# Hexarthrius vitalisi cottoni
Hexarthrius vitalisi cottoni es una subespecie de coleóptero de la familia Lucanidae.

## Distribución geográfica
Habita en Tailandia.